# 聖さち
聖 さち（ひじり さち、1996年11月25日 - ）は、日本の元ジュニアアイドル。大阪府出身。元バンビーナ所属。

## 概要
いもうとシスターズの元メンバーで関西2期生。母親が後藤聖良の母親と知り合いであったことがきっかけでいもうとシスターズに加入し、2010年9月から活動を開始する。
2011年6月、ジュニアアイドルを引退する。
趣味は人形の服作り、特技は早オチャラカ。

## 映像作品

### DVD
- 純真無垢 〜ホワイトレーベル〜（2011年1月25日、アイマックス）
- 純真無垢 〜ホワイトレーベル〜 Part2（2011年2月10日、アイマックス）
- たっぷり まりあ（2011年4月25日、アイマックス）
- 純真無垢 〜ホワイトレーベル〜 Part3（2011年7月25日、アイマックス）
- ふたり。第3弾（2011年8月10日、アイマックス） 共演：まりあ